# Borneocorynus fenestratus
Borneocorynus fenestratus es una especie de coleóptero de la familia Attelabidae.

## Distribución geográfica
Habita en la isla de Borneo (Malasia).